# フランス・ニュイエン
フランス・ニュイエン（France Nuyen,1939年7月31日 - ）はフランス・マルセイユ出身の女優。フランス・ニューエンとも表記される。父親はベトナム人で母親はフランス人。出演作の殆どが英米作品である。

## 主な出演作品

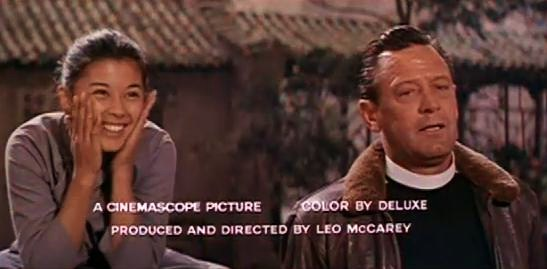
右はウィリアム・ホールデン。1962年の映画『誘惑の夜』予告編より

- 南太平洋 South Pacific (1958)
- 大戦争 In Love and War (1958)
- おかしな兵隊物語 The Last Time I Saw Archie (1961) ※日本劇場未公開、テレビ放映
- 誘惑の夜 Satan Never Sleeps (1962)
- ダイヤモンド・ヘッド Diamond Head (1962)
- 忘れえぬ慕情 A Girl Named Tamiko (1962) ※日本劇場未公開、テレビ放映
- 銃殺指令 Man in the Middle (1964)
- 0011ナポレオン・ソロ　The Man From U.N.C.L.E. (1965)日本未放映？
- アイ・スパイ　I SPY (1966-1967)
- 宇宙大作戦　STAR TREK (1968) 「トロイアスの王女エラン」(王女エラン)
- 最後の弾丸 One More Train to Rob (1971)
- ホラーフライト・悪魔の旅客機 The Horror at 37,000 Feet (1973) ※テレビ映画
- 最後の猿の惑星 Battle for the Planet of the Apes (1973)
- 地上最強の美女たち!/チャーリーズ・エンジェル Charlie's Angels (1977) ※第2シーズン第1話『エンジェル・イン・パラダイス Angels in Paradise』
- 刑事コロンボ Columbo (1978) ※第7シーズン第2話『美食の報酬 Murder Under Glass』
- ジョイ・ラック・クラブ The Joy Luck Club (1993)
- オプ・センター OP Center (1995) ※テレビ映画、日本ではビデオ発売、テレビ放映時のタイトルは『トム・クランシー米国危機管理局OPセンター』[1]
- スマイル・ライク・ユアーズ/緊急!子づくり宣言 A Smile Like Yours (1997) ※日本劇場未公開、JSB（現WOWOW）での放映時のタイトルは『子づくり宣言/微笑みの媚薬』[2]